# Blood Rayne
BloodRayne är en amerikansk film från 2006 i regi av Uwe Boll, och baserad på datorspelet med samma namn. Den har fått två uppföljare, båda i regi av Boll: BloodRayne II: Deliverance (2007) och Bloodrayne: The Third Reich (2010).

## Handling
Rayne, en dhampir (en varelse till hälften vampyr och till hälften människa), lever i gränslandet mellan ont och gott. Plågad av hemska minnen beger hon sig ut på en blodtörstig hämndresa där hon letar efter mannen som våldtog och mördade hennes mamma.

## Rollista (urval)
- Kristanna Loken – Rayne
- Michael Madsen – Vladimir
- Geraldine Chaplin – spådam
- Meat Loaf – Leonid (som Meatloaf Aday)
- Michael Paré – Iancu
- Billy Zane – Elrich
- Michelle Rodriguez – Katarin
- Ben Kingsley – Kagan